# 毛主席紀念堂
座標: 北緯39度54分04秒 東経116度23分29秒 / 北緯39.9010度 東経116.3915度
毛主席紀念堂（もうしゅせききねんどう、簡体字中国語: 毛主席纪念堂、繁体字中国語: 毛主席紀念堂、拼音: Máo Zhǔxí Jìniàn Táng）は、中国の首都北京の天安門広場にある毛沢東の廟。
中では防腐処理の上で保存された毛沢東共産党初代主席の遺体を拝礼できるようになっている。入り口の「毛主席紀念堂」の金文字の彫刻は華国鋒次代党主席の揮毫。

## 概要
毛沢東死去直後に次代の中国共産党主席（同国の最高指導者）である華国鋒によって建設が決定され1976年11月に着工し、毛沢東死去1周年の1977年9月9日に落成した。
2024年7月27日に天安門広場およびその建築群（天安門広場・人民英雄紀念碑・毛主席紀念堂・国家博物館・人民大会堂）は「北京中軸線：中華の理想的秩序を示す建造物群」の一部として世界遺産に登録された。

## 見学上の注意

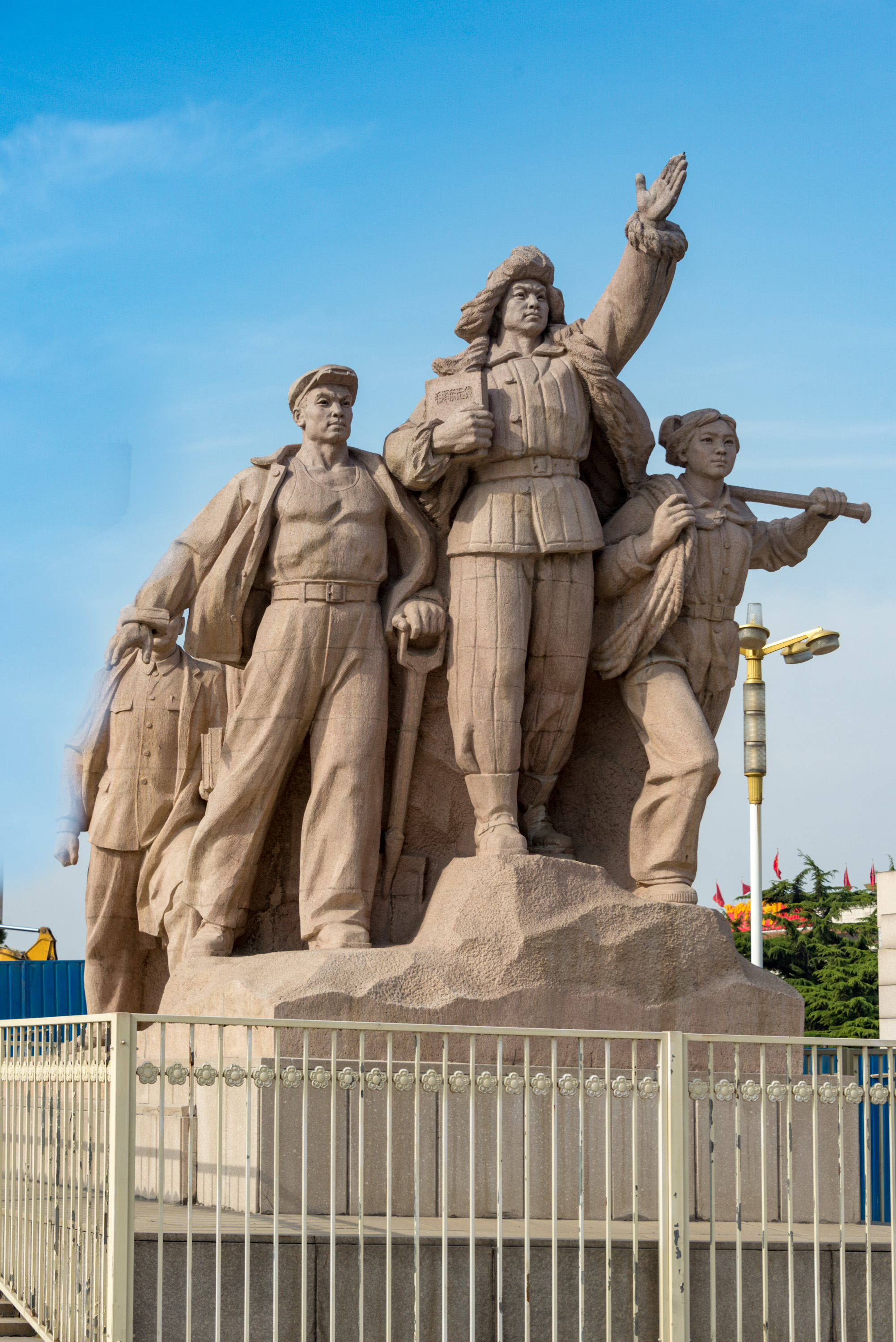
毛主席紀念堂前彫像

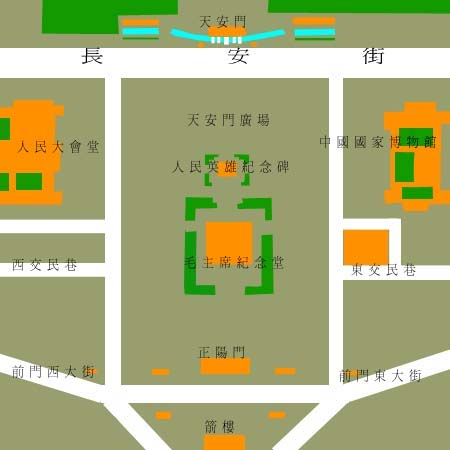
毛主席紀念堂付近の地図

入館には身分証、またはパスポートが必要である。
平休日に関わらず入場者が長い列を作っており、たいてい入館までにかなりの時間を要すことになる。朝一番は中国各地からの団体客が多く、もっとも混雑する時間である。
貴重品以外の持込は厳禁。手荷物は、列に並ぶ前に預かり所に預けること（有料）。荷物預かり所は天安門広場の外、道路を隔てた東側の建物内にあるため、要注意。特にカメラの持込は禁止されており、長時間行列したあとでもポケットのふくらみ、金属探知機などで係員に発見されると、預かり所に行った後並びなおすように指示される。
ボディーチェックについては強化されており、入場者は敷地内の小屋で金属探知機による検査を受けなければならない。

## 見学の流れ
長時間の行列を経てようやく敷地内に入ると、献花用の花を安価で販売しているのが目に入る。さらに敷地内を行列したところで、ようやく天安門に面した北側の入り口から入場する。ここではパンフレットを安価で販売している。入場したところが「北大庁」（大庁とはロビーの意）で、中国の風景画を背景に大理石の毛沢東座像があり、花を購入した人はここで献花する。堂内はここで左右に分かれる。
次の部屋は「瞻仰庁」で、正面の白い大理石の壁には「偉大な領袖にして偉大な導師である毛沢東主席は永遠に朽ちない」（中国語: 伟大的领袖和导师毛泽东主席永垂不朽）と書かれた金文字が刻まれ、数人の兵士に守られた水晶の棺の中に、永久保存を施された毛沢東の遺体が胸から下を中国共産党旗で包まれた姿で安置されている。館内には至るところで警備員が睨みをきかせており、立ち止まることは禁止されている。
瞻仰庁の次は「南大庁」であるが、ここは現在毛沢東グッズ・土産物売り場となっており、毛沢東に対面した直後との雰囲気の落差が激しい。一般人はここで出口から出ることになるが、2階には毛沢東・周恩来・劉少奇・朱徳・陳雲・鄧小平の6人の「革命業績紀念室」や映写室があり、国賓・要人や中国人民解放軍等の許可された一部団体は見学できるようである。

## 見学時間
基本的には午前8時30分から11時30分まで及び火曜日・木曜日は午後1時30分から4時までとなっており、7月・8月は午前のみ、月曜日は休館となっている。しかし実際には政治情勢や国賓の訪問などで突発的に休館になる場合が多く、行列の出来具合により開館時間もよく早まり、行列の後ろに並ぶことができる最終時間も現地まで行かないとわからない面がある。

## 入場料
無料であるが、財布やパスポートなどの貴重品以外の手荷物は全て有料で預かり所に預けることになる。またパンフレットも有料である。ただし全て安価（1元＝日本円約19円）である。